# Roxby Downs
Roxby Downs – miasto w Australii, w stanie Australia Południowa.